# Кантемировка (село)
Кантеми́ровка (укр. Кантемирівка) — село,
Чутовский поселковый совет,
Чутовский район,
Полтавская область,
Украина.
Код КОАТУУ — 5325455103. Население по переписи 2001 года составляло 177 человек.

## Географическое положение
Село Кантемировка находится в 2,5 км от правого берега реки Коломак,
на расстоянии в 1,5 км от села Водяное.
По селу протекает пересыхающий ручей с запрудой.